# کلیف درایسدیل
 کلیف درایسدیل (انگلیسی: Cliff Drysdale؛ زادهٔ ۲۶ مهٔ ۱۹۴۱) یک تنیس‌باز اهل آفریقای جنوبی است.